# 永加斯路

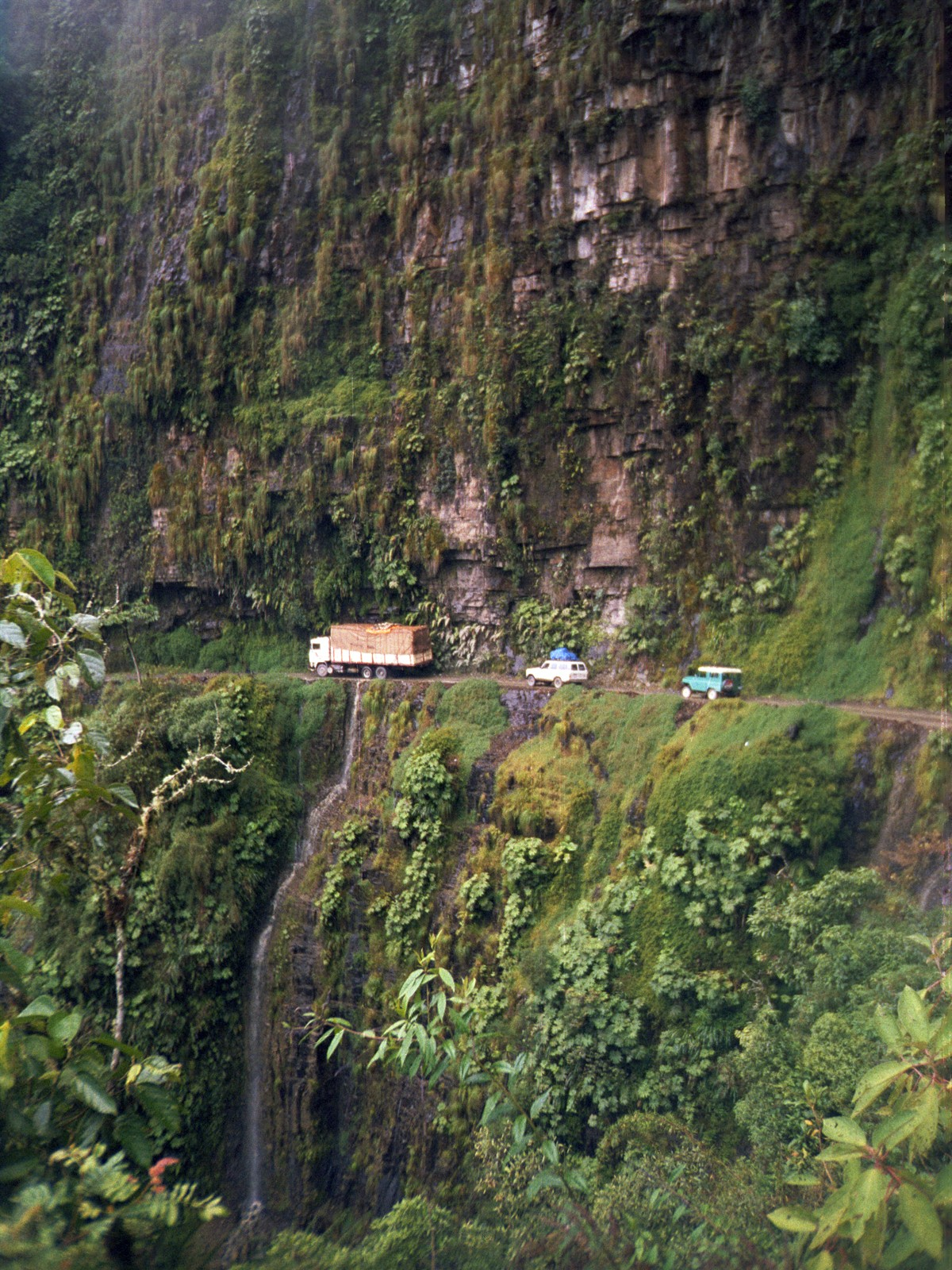
死亡公路——永加斯路
（位於San Pedro瀑布）

永加斯路（又譯作雲駕路、榮加斯公路、央葛斯公路），位於南美玻利維亞首都拉巴斯（La Paz）東北方的永加斯境內的山區公路。完成現代化的國道3號（西班牙語：Ruta 3 (Bolivia)）從拉巴斯至科羅伊科（Coroico）全長80公里。若中途行經北永加斯路（N Yungas Road、Coroico Road）全長61公里（38英里）或69公里（43英里），被認為是最危險的一段。南永加斯路（S Yungas Road、Chulumani Road）則指的是從拉巴斯到Chulumani這一段，其危險程度也不遜色。該條公路的路況之差是世界上數一數二的，路面大多崎嶇不平，車道寬度非常狹窄，轉彎時也缺乏緩衝空間。
由於摔落山谷的事故頻傳，死亡人數居高不下，因此有著「死亡公路」的稱號。其極度危險的傳奇性色彩，使它於1995年被美洲開發銀行命名為「世界上最危險的公路」（world's most dangerous road）。根據一項統計，每年約有200至300人死於這條公路。沿途上有十字架的地方，也代表車輛曾經從那落下山谷。
在中國大陸郭亮洞所拍攝的一些照片，則時常被誤認為永加斯路地使用。

## 概要

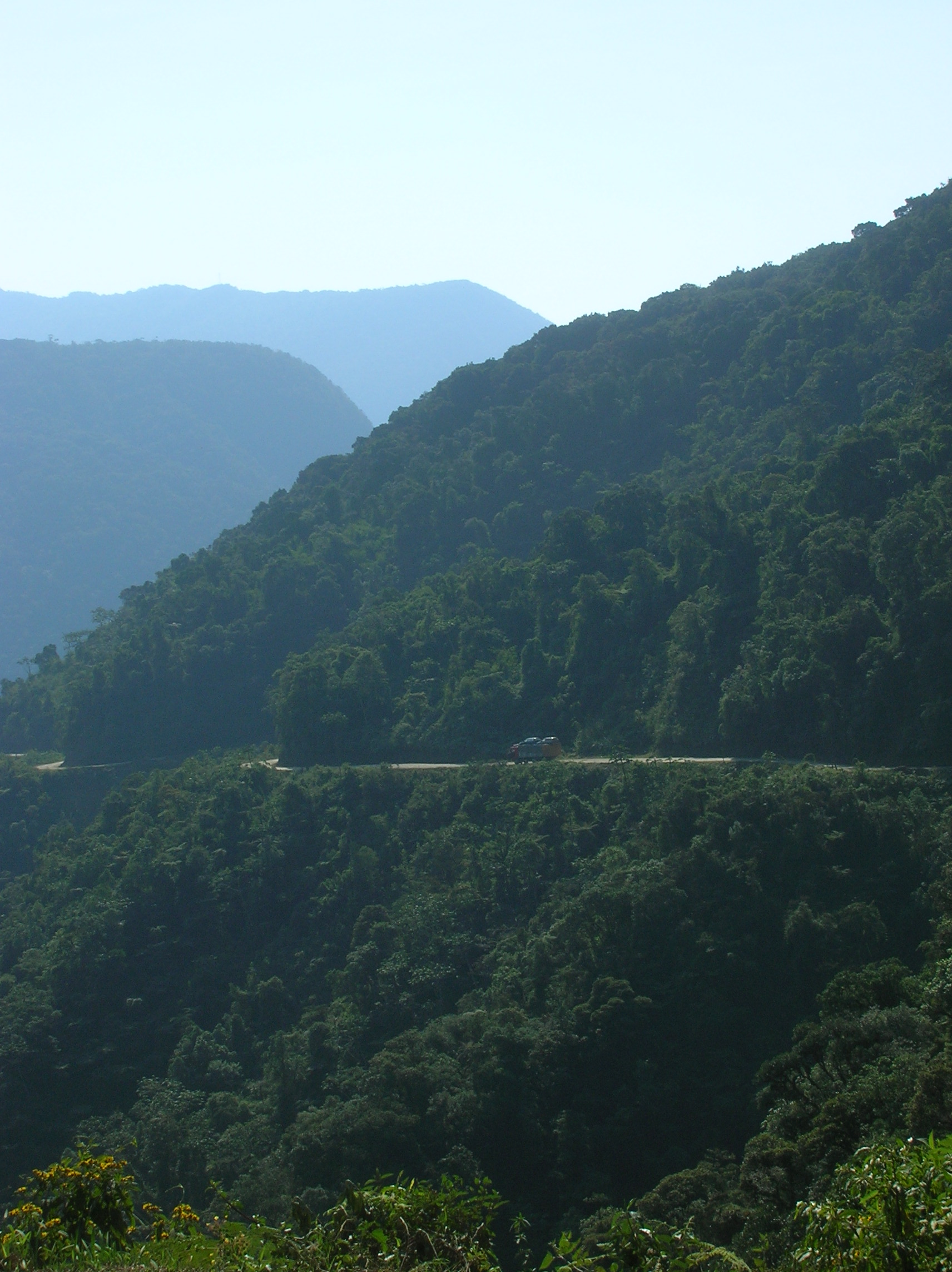
永加斯路
當高度降至雨林一帶。

1930年代正值查科戰爭期間，當時永加斯路就是由被抓的巴拉圭戰俘所闢建的。它是少數連結玻利維亞北部的亞馬遜雨林或永加斯地區，通往首都拉巴斯的重要路線，其運輸大多以農產品為主，也有不少以巴士通勤的當地居民。該路段高度落差極大，離開拉巴斯抵達（座標）後，該路高度可從3,600公尺（11,811英尺）上升至4,650公尺（15,260英尺）左右，之後抵達科羅伊科可下降至1,200公尺 （3,900英尺）。氣候也迅速轉變，從涼爽乾燥的阿爾蒂普拉諾高原轉變為溼熱的雨林，一路蜿蜒在極陡峭的山腰和懸崖之間。
以北永加斯路來說，其中至少有600公尺（1,830英尺）的急遽下降，大多數是不會超過3.2公尺（10英尺）的單線道寬度，以及沿路上沒有護欄的保護，使得這條公路非常危險。再者，雨水、霧氣和灰塵也都會降低行車的能見度。在某些路段上，路面非常泥濘，不時有鬆動的落石等。
在當地有一樣特殊的道路規則，往下坡路段的駕駛不靠右行駛，而必須在左邊的懸崖邊緣停好，並且讓往上坡路段的駕駛先行通過。這樣彼此在會車時，可以安全有效率地讓車停止並通過。這是因為，玻利維亞的是右行國家，故多為左駕車款。這讓左駕車款的駕駛跑這段路線時，更容易將頭伸出車窗外觀察他們的輪子，避免一時疏忽掉落懸崖下的山谷，使得雙方在會車時較為安全。
但有時仍會發生車道寬度不足的情形，尤其是卡車與巴士這類大型車種，時常發生進退不得的情形。往往其中一方必須先倒車，才能製造出足夠的會車空間。1983年7月24日，一台巴士突然就衝出永加斯路掉下山谷，至少有100名乘客死亡。據傳是玻利維亞有史以來最嚴重的交通事故。按1999年至2003年的統計，永加斯路每年平均發生209次的交通事故，造成96人死亡。

## 觀光

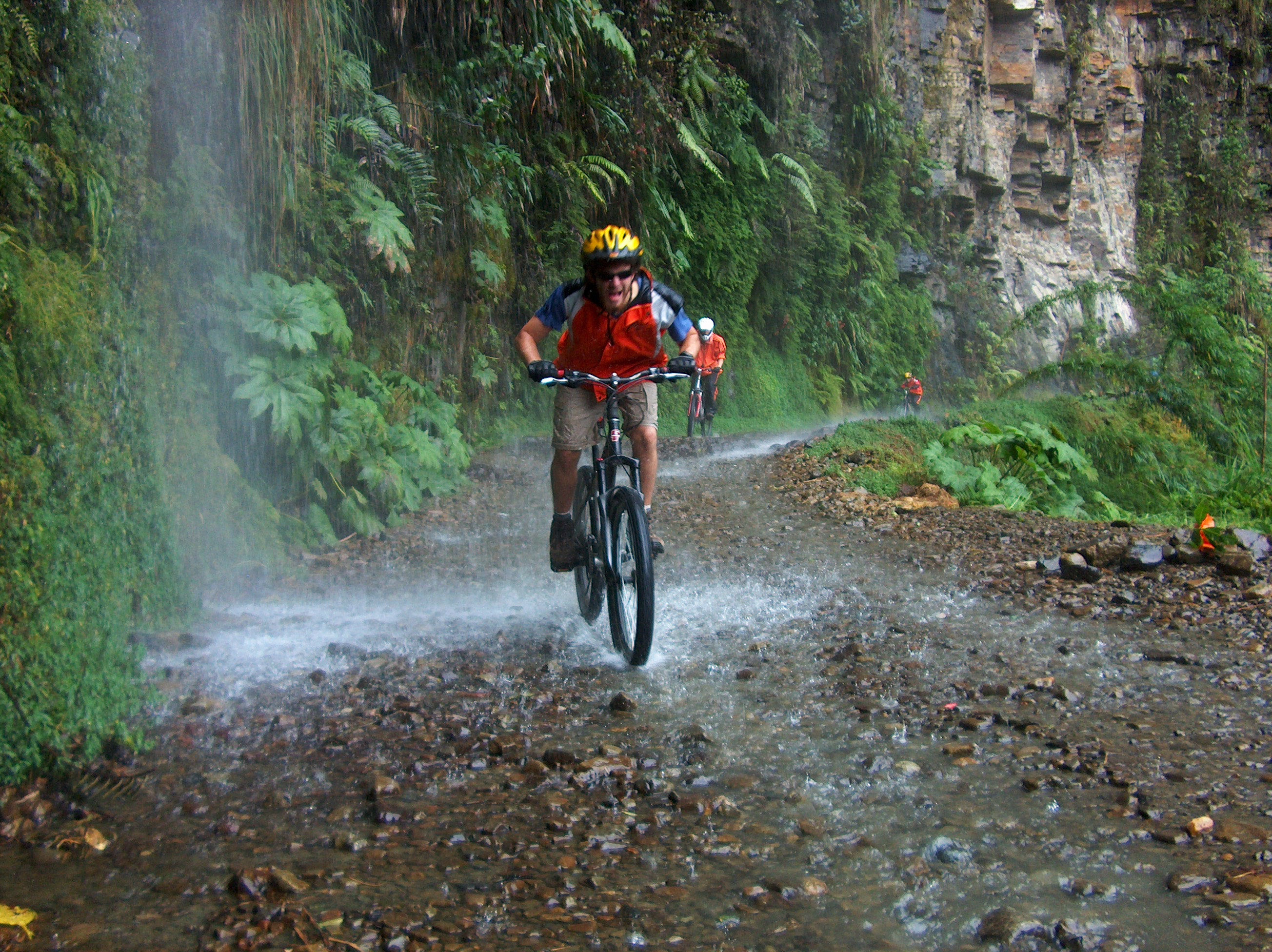
騎在永加斯路的自行車手

雖然永加斯路十分危險，但諷刺地是從1990年代開始，它成為一個觀光地，吸引了大約25,000個來這裡尋求刺激感的觀光客。一些自行車手愛上這個路段，因为除了一小段距离的上坡路段，骑手能夠以長達64公里（40英里）連續不間斷的下坡路段一路下滑。現在有許多旅行業者承辦這類的活動，提供相關資訊、導覽、托運、裝備等服務。
儘管如此，永加斯路仍舊相當危險。自1998年起，至少有18名自行車手在騎乘時死於該路段。
2009年，BBC的電視節目《英國瘋狂汽車秀》（Top Gear）在第14季的第6集中播出「英國瘋狂汽車秀：玻利維亞特輯」。三位節目主持人分別開著他們選購的二手車，從玻利維亞的熱帶雨林到太平洋沿岸，一共行駛了1,610公里（1,000英里），其中也有行經危險的永加斯路。

## 替代路線

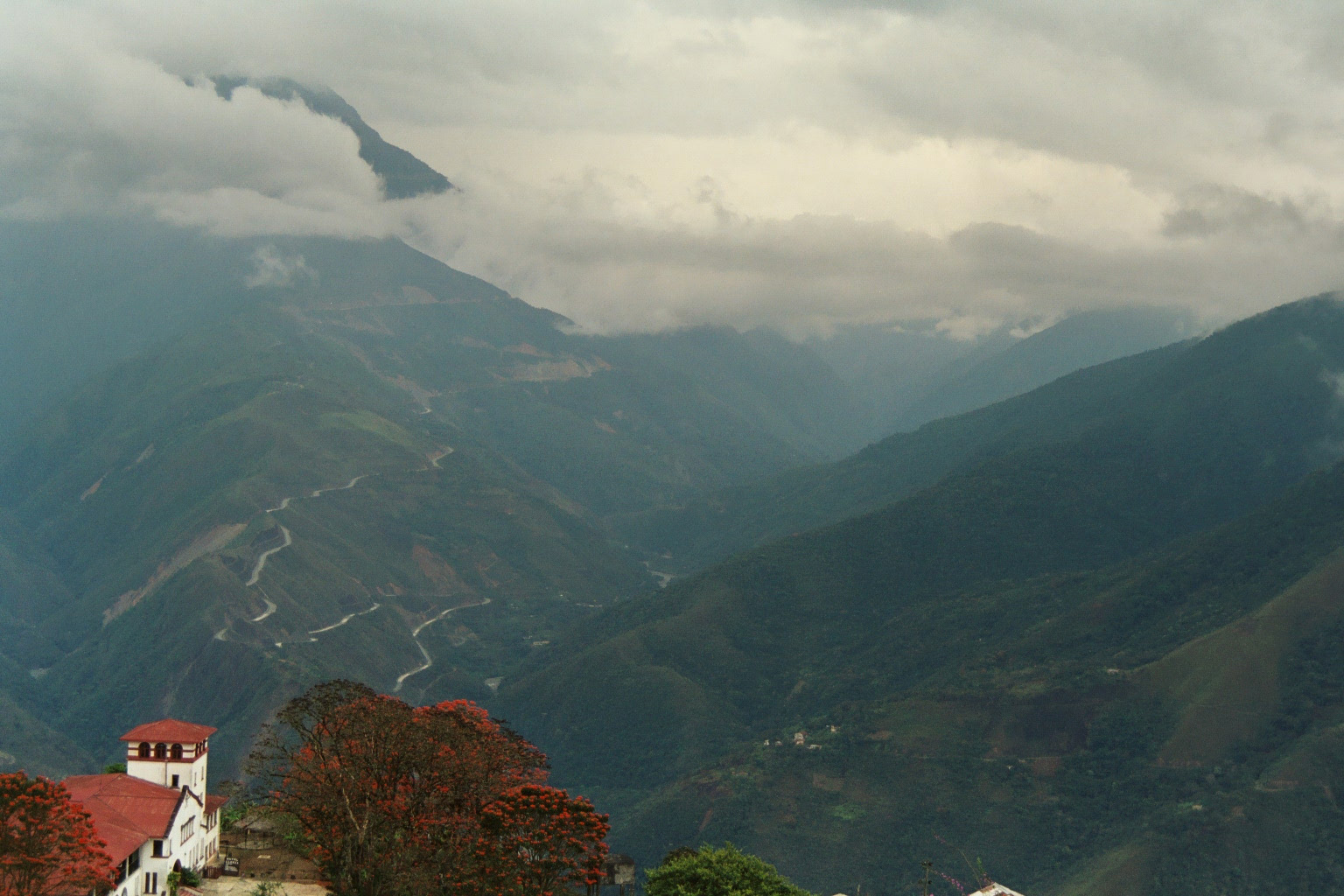
從科羅伊科俯看下方的
新永加斯路（國道3號）

新的永加斯路已完成了20年施工期的現代化，1998年起國道3號工程也展開，並完工於2006年底。其現代化包含了從單線道拓寬為兩線道，鋪上柏油路等，並於Chusquipata和Yolosa之間興建一條新路線，雖然距離較長，但可從北方繞過傳統「死亡公路」最危險的北段路線－北永加斯路。
國道3號有著現代工法的特色（例如橋樑、排水系統等），多線道、柏油路面、護欄，以及其他比舊路線更安全的要素。原先的北永加斯路在交通上目前較少使用，但仍有愈來愈多愛好冒險的自行車手為尋求刺激而來。

## 參考資料

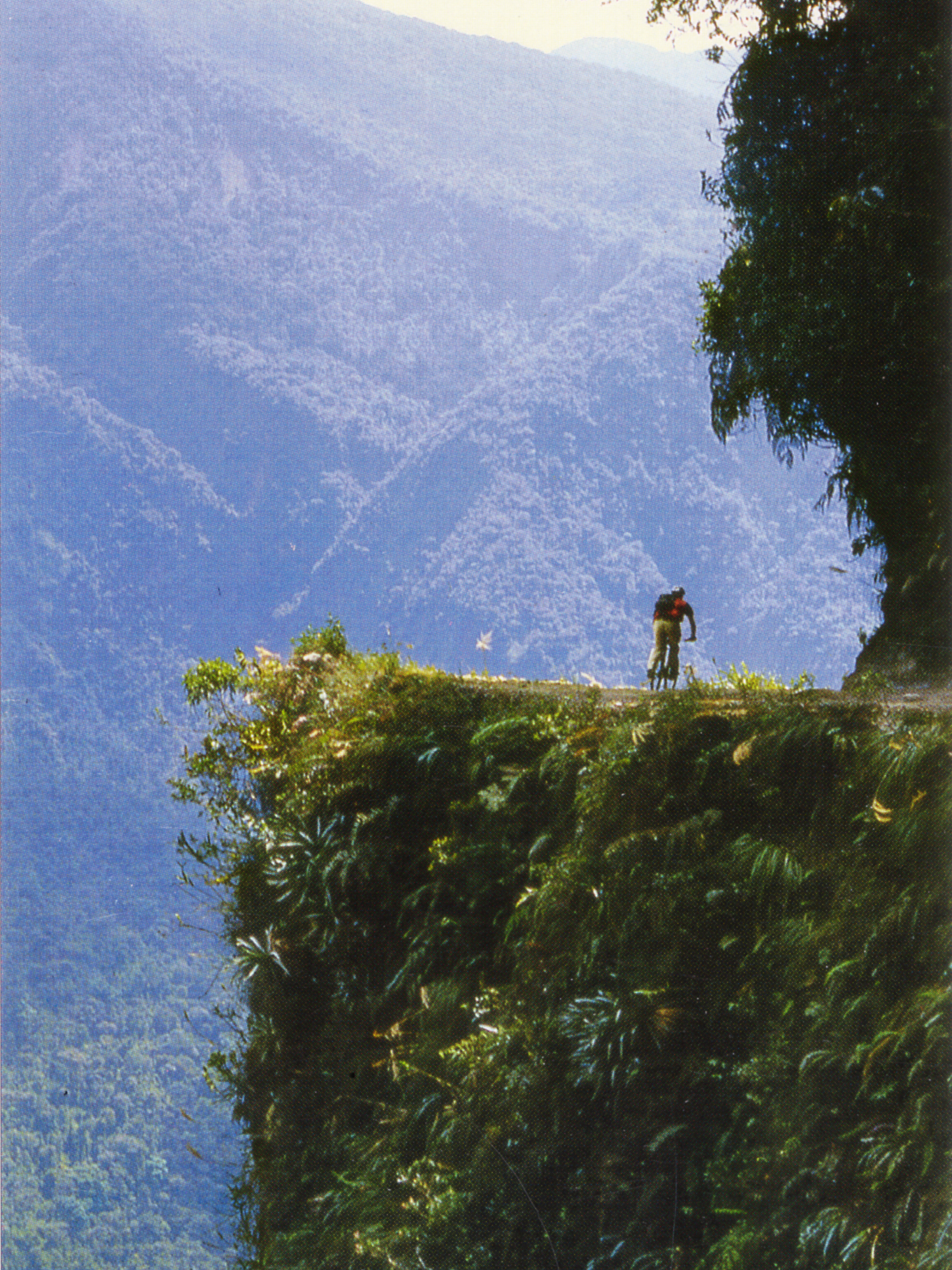
自行車手行經永加斯路轉彎處

## 外部連結
- （英文） 世界最恐怖公路一覽〔共11條〕 （页面存档备份，存于）

### 影片
- Most Dangerous Roads （页面存档备份，存于）（Youtube）
- Carretera de los Yungas （页面存档备份，存于）（Youtube）
- Carretera de los Yungas 2 （页面存档备份，存于）（Youtube）
- Carretera de los Yungas 3（Youtube）
- The World's Most Dangerous Road （页面存档备份，存于）（Youtube）
- Mountain Biking down Bolivia's Death Road as seen on ABC （页面存档备份，存于）（Youtube）

16°20′09.26″S 68°02′25.78″W / 16.3359056°S 68.0404944°W